# Forgách Antal (huszárkapitány)
Gróf Forgách Antal (Bécs, 1869. január 20. – Patakalja, 1931. április 29.) császári és királyi huszárkapitány, országgyűlési képviselő, földbirtokos.

## Élete
Szülei Forgách Antal főispán és Florentina Ederer voltak. Első felesége Keresztfalvy Kornélia (1860-1927), második felesége Stengel Franciska (1879-1940) volt. Öccse Forgách János (1870-1935) valóságos belső titkos tanácsos, nagykövet volt. Fogadott fia Forgách-Rosty Ferenc prágai követségi titkár volt.
Politikai pályafutását mint megyei tisztviselő kezdte, majd Balassagyarmat országgyűlési képviselője lett. Az első világháborúban (tartalékos) huszárszázadosként szolgált.
Valóságos belső titkos tanácsos volt. A csehszlovák államfordulatot követően a Szlovenszkói Magyar Jogpárt, majd a Magyar Nemzeti Párt területi alelnöke, a Szlovenszkói Magyar Szinpártoló Egyesület országos elnöke volt. A magyar kisebbségi színészet ügyével foglalkozott. Súlyos betegségben hunyt el. Gácson helyezték örök nyugalomra.